# Martin-Marietta X-23 PRIME
De Martin Marietta X-23A PRIME (Precision Reentry Including Maneuvering reEntry) (Nederlands: Terugkeer in de atmosfeer met precisie en manoeuvreerbaarheid) was een klein toestel, gebouwd als ‘lifting body’, vleugelloos vliegtuig, door de United States Air Force en getest midden jaren zestig van de twintigste eeuw.
In tegenstelling tot de “ASSET”, die was gebruikt om onderzoek te doen naar de bouw en de weerstand tegen hitte, werd de X-23 PRIME ontwikkeld om de effecten van manoeuvres te bestuderen tijdens de volledige ballistische vlucht tot 1.143 km ver.

## Ontwerp
Elke X-23 werd gebouwd van titanium, beryllium, roestvast staal en aluminium 'waar mogelijk'. Het toestel bestond uit twee gedeelten: de achterste hoofdromp en een vervangbare voorzijde die als een handschoen over het toestel werd heengetrokken. Het hele toestel was bedekt met een door Martin ontworpen hitteschild van koolstoffenol van 20 tot 70 mm dik dat door de hitte kon afbladderen (ablatie).
Aerodynamische controle geschiedde door een tweetal vierkante flaps van 30 cm en gefixeerde bovenste flaps en roeren. Er werd een reactie controlesysteem gebruikt met stikstof (als stuurraket) voor buiten de atmosfeer. Bij Mach 2 werd er een rem’ballute’ (kruising tussen een ballon en een parachute) uitgevouwen om de afdaling te remmen. Het ontvouwen van de remballute zorgde op zijn beurt voor het openen van het voorraadruim om de 16,4 meter grote landingsparachute te openen. Voor het bergen van het toestel werd een speciaal uitgeruste LC-130B Hercules gebruikt.

## Testvluchten
De eerste X-23 PRIME werd op 21 december 1966 gelanceerd boven op een Atlasraket van Vandenberg Air Force Base. De missie was een simulatie van een lage baan om de Aarde met terugkeer in de atmosfeer zonder afstand in de horizontale richting, een bereik van 0 km dus. De ballute opende op 30,43 km (99.850 voet) hoogte, maar de landingsparachute opende niet volledig. Het toestel stortte in de Grote Oceaan.
Het tweede toestel werd op 5 maart 1967 gelanceerd. Hier werd een terugkeer in de atmosfeer met een horizontaal bereik van 1053 km getest, waarbij er ook bochten gemaakt werden op hypersonische snelheid. Door problemen met de parachute ging ook deze X-23 verloren.
De laatste missie van de X-23 was op 19 april 1967 met een lage baan om de Aarde en 1143 km horizontaal bereik. Deze keer functioneerden alle systemen perfect en kon het toestel worden geborgen. Bij een inspectie door het USAF-Martinteam bleek dat het toestel ‘klaar was voor een volgende vlucht’. Deze kwam er echter nooit.
Deze laatste X-23 PRIME is nu te bezichtigen in het National Museum of the United States Air Force op Wright-Patterson Air Force Base in Ohio.

## Vergelijkbare vliegtuigen
- ASSET
- Molniya BOR-4

X-1 · X-2 · X-3 · X-4 · X-5 · X-6 · X-7 · X-8 · X-9 · X-10 · X-11 · X-12 · X-13 · X-14 · X-15 · X-16 · X-17 · X-18 · X-19 · X-20 · X-21 · X-22 · X-23 · X-24 · X-25 · X-26 · X-27 · X-28 · X-29 · X-30 · X-31 · X-32 · X-33 · X-34 · X-35 · X-36 · X-37 · X-38 · X-39 · X-40 · X-41 · X-42 · X-43 · X-44 · X-45 · X-46 · X-47 · X-48 · X-49 · X-50 · X-51 · X-53 · X-57 ·  X-59